# 魯班路駅 (上海市)
座標: 北緯31度12分5秒 東経121度28分16秒 / 北緯31.20139度 東経121.47111度
魯班路駅（ろはんろ-えき）は中華人民共和国上海市黄浦区に位置する上海地下鉄4号線の駅である。
当駅は2003年7月1日に発生した南浦大橋駅～塘橋駅間のトンネル内の陥没事故の影響で開業が遅れた駅の1つである。

## 駅構造
- 島式ホーム2面2線の地下駅。ホームドア設置駅。出口は3箇所ある。

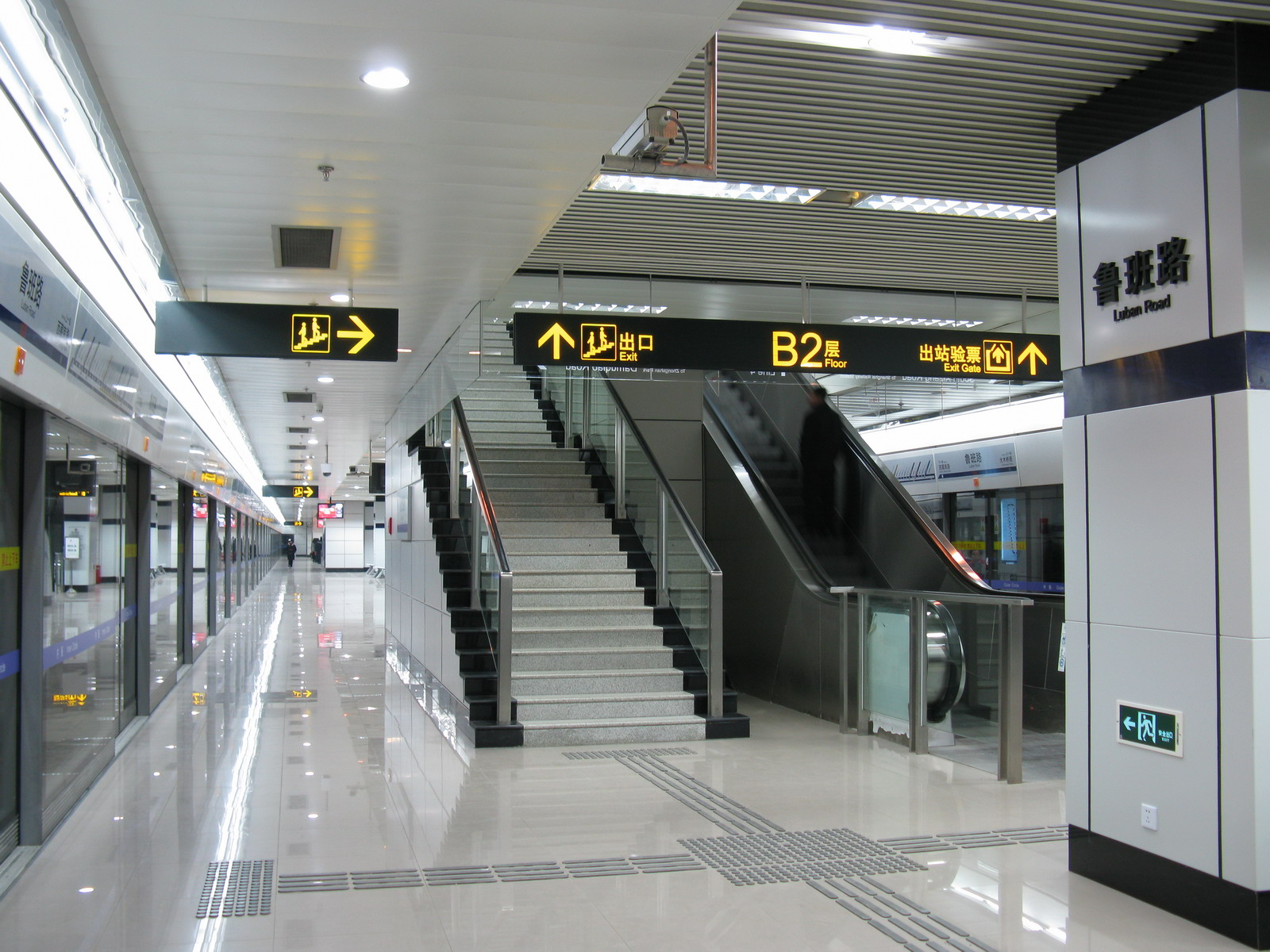
ホーム

## 駅周辺
- 匯景天地

## 歴史
- 2003年7月1日 - 南浦大橋駅～塘橋駅間のトンネル内の陥没事故発生。この影響で開業が4号線の他の駅より遅れる原因となった。
- 2007年12月29日 - 開業。

## 隣の駅
■上海地下鉄4号線
西蔵南路駅 - 魯班路駅 - 大木橋路駅